# Paul Sombetzki
Paul Sombetzki (* 11. März 1886 in Groß-Ramsau; † 1. August 1957) war ein deutscher Politiker und Landtagsabgeordneter der CDU und des Zentrums.

## Leben und Beruf
Nach dem Besuch der Volksschule war er als Zechentagesarbeiter tätig. Von 1910 bis 1922 war Sombetzki Mitglied der Zentrumspartei. Er war Vorstandsmitglied der Christlich-sozialen Volksgemeinschaft und Vorstandsmitglied des Katholischen Arbeitervereins. Außerdem war er bis 1933 gewerkschaftlich tätig. Seit 1945 gehörte er der CDU an. Er war in verschiedenen Parteigremien vertreten.

## Abgeordneter
Vom 20. April 1947 bis 17. Juni 1950 war Sombetzki Mitglied des Landtags des Landes Nordrhein-Westfalen. Er wurde im Wahlkreis 084 Beckum-West direkt gewählt. Von 1924 bis 1929 war er Mitglied im Stadtrat der Stadt Ahlen.